# 瓦斯比特尔
瓦斯比特尔是德国下萨克森州的一个市镇。总面积6.58平方公里，总人口1863人，其中男性929人，女性934人（2011年12月31日），人口密度283人/平方公里。